# Ď
Ď ď ist ein Graphem der tschechischen und slowakischen Sprache und ist dementsprechend im Tschechischen und Slowakischen Alphabet enthalten. Es besteht aus dem Buchstaben D und einem Hatschek, der beim Kleinbuchstaben aufgrund der Oberlänge eine spezielle Form annimmt. Es bezeichnet ein palatalisiertes d, einen stimmhaften palatalen Plosiv, [⁠ɟ⁠]. Vereinfacht gesagt handelt es sich dabei um ein d mit unmittelbar folgendem angedeutetem j. Folgt ein Vokal, so ist das j deutlicher. Das stimmlose Äquivalent bildet das Graphem Ť ť. Historisch entspricht ď dem polnischen dź und dem russischen дь.
Beispiel:
- tschech. Naďa – dt. Nadja

## Darstellung im Computer
Die beiden Zeichen sind im Zeichensatz ISO-8859-2 an Position 207 (Großbuchstabe) und 239 (Kleinbuchstabe) enthalten. Sie sind außerdem im Unicode-Block Lateinisch, erweitert-A an den Codepunkten U+010E (Großbuchstabe) und U+010F (Kleinbuchstabe) enthalten.
Soll das Zeichen in HTML angezeigt werden, muss &#271; für den Kleinbuchstaben und &#270; für den Großbuchstaben verwendet werden.

## Graphotaktik
Die einzigen Vokalbuchstaben, die im Slowakischen nach dem Buchstaben ď stehen können, sind die dunklen Vokale a, á, o, u und ú. Vor den hellen Vokalen e, i und í wird stattdessen ein einfaches d geschrieben. Im Tschechischen gelten ähnliche Regeln, jedoch wird e dann zu ě, und ů statt ú geschrieben.